# 27303 Leitner
27303 Leitner è un asteroide della fascia principale. Scoperto nel 2000, presenta un'orbita caratterizzata da un semiasse maggiore pari a 2,2755716 UA e da un'eccentricità di 0,1073895, inclinata di 5,58500° rispetto all'eclittica.